# Cleora serrata
Cleora serrata är en fjärilsart som beskrevs av Fletcher 1953. Cleora serrata ingår i släktet Cleora och familjen mätare. Inga underarter finns listade i Catalogue of Life.